# 臭化ベンジル
臭化ベンジル（しゅうかベンジル、benzyl bromide）は、有機合成で用いられる芳香族化合物の一種。トルエンのメチル基の水素をひとつを臭素に置き換えた構造を持ち、α-ブロモトルエン、ブロモメチルベンゼンと呼ぶこともできる。
臭化ベンジルは強い催涙性と不快な刺激臭を持つため、使用する際は確実な排気のもとに取り扱わなければならない。目の粘膜や皮膚を刺激する。

## 合成
トルエンのラジカル的な臭素化により合成される（下式）。この反応は紫外光の照射によりラジカル機構が促進される。また、臭素のかわりにN-ブロモスクシンイミドを臭素化剤とすることもでき、その手法はウォール・チーグラー反応と呼ばれる。

## 反応、用途
臭化ベンジルは、有機合成において、アルコールやカルボン酸の OH 基の水素をベンジル基で置き換えるために用いられる。下式の反応はウィリアムソン合成の一形式にあたる。
ROH  +  C6H5CH2Br  +  R'3N  →  ROCH2C6H5  +  R'3N•HBr
RCOOH  +  C6H5CH2Br  +  R'3N  →  RCOOCH2C6H5  +  R'3N•HBr
前者は、アルコールやフェノール類をベンジル基により保護（ベンジル保護）する場合の一手法である。ベンジル基は水素添加、もしくは強いルイス酸により脱保護される。

## 関連化合物
- 塩化ベンジル